# Maison de Sande
Pour les articles homonymes, voir Sande.
 (juillet 2019).
 (août 2021).
Si vous disposez d'ouvrages ou d'articles de référence ou si vous connaissez des sites web de qualité traitant du thème abordé ici, merci de compléter l'article en donnant les références utiles à sa vérifiabilité et en les liant à la section « Notes et références ».
La famille von Sande était à l’origine une famille ministérielle de noblesse moyenne. Elle était au service de la principauté épiscopale de Wurtzbourg et possédait également des biens à proximité immédiate de Wurtzbourg.

## Histoire
Le nom de la famille de Sande vient d'une zone riveraine riche en sable sur le Main, à l'opposé du quartier actuel de Sanderau. Une fortification distincte du siège de la Curia Crusonis à Sande n'est pas nécessaire, car tout le quartier est entouré d'un mur. Les autres possessions se trouvent à Gerbrunn et à Randersacker.
La famille figure dans les documents sous différentes variantes de noms et constitue une tribu de la famille de Randersacker. La première mention en tant que de Sande est en 1156 en relation avec une donation à l'abbaye Saint-Étienne. Aussi dans les années suivantes, la famille apparaît dans les témoignages lors de dons au monastère. Les prénoms récurrents sont Marquard, Rutger et Iring. Le nom se développe déjà au début du XIIIe siècle par des ajouts, comme Kruse von Sande ou Herbst von Sande, ils sont qualifiés de chevaliers et de citoyens de Wurtzbourg. À partir du milieu du XIIIe siècle, l'utilisation du nom Kruse/Krus prévaut, ce qui change avec le nouveau décalage sonore élevé allemand vers Kraus. Les familles apparentées sont celles de Heidingsfeld, les Hofschultheiß et von Krensheim. Au XIIIe siècle, les Chevaliers de Sande sont également présents dans l'Ordre Teutonique et dans l'Ordre de Saint-Jean de Jérusalem. On peut supposer la participation au moins à une croisade sous les comtes de Hohenlohe et de l'empereur Frédéric II. Ensuite, tous les membres de la famille, y compris un prêtre, participent à la fourniture de l’ordre teutonique pour les comtes de Hohenlohe-Brauneck comme l'atteste toute une série de transactions judiciaires menées devant l’évêque de Würzburg. Les chevaliers Kruse von Sande décrètent, ainsi que la famille Hohenlohe, le transfert de biens à l'ordre de Saint-Jean. La branche Kruse/Kraus donnent volontairement depuis la fin du XIIIe siècle aux abbayes cisterciennes de Heilsbronn, Zimmern et Kaisheim a remis et sont chargés de la collecte des charges paysannes.
Une personnalité importante est le chevalier Marquard Kruse von Sande en sa qualité d'intendant de l'évêque de Wurtzbourg. Il figure dans des documents de 1230 avec le duc Louis de Bavière et le minnesanger Othon de Botenlauben.
Gertrud von Sande est abbesse de l'abbaye cistercienne de Himmelspforten à partir de 1557.
Même à l'époque moderne, la comprend des patriciens (Riedenburg : bourgmestres, conseillers) ou des membres de l'église à Ratisbonne. Johann Baptist Kraus est en 1742 prince-abbé de Saint-Emmeran.